# 김희라 (1969년)
김희라(1969년 2월 11일 ~ )는 대한민국의 배우이다.

## 학력
- 서울예술대학 연극과

## 드라마
- 1993년 KBS1 특집드라마 《떠도는 혼》
- 2002년 MBC 일일시트콤 《논스톱3》
- 2003년 MBC 월화드라마 《대장금》
- 2003년 MBC 일일시트콤 《논스톱4》
- 2003년 KBS1 일일연속극 《백만송이 장미》
- 2003년 SBS 특별기획 《완전한 사랑》
- 2004년 KBS1 대하드라마 《불멸의 이순신》
- 2004년 KBS2 아침드라마 《용서》
- 2005년 SBS 월화드라마 《불량주부》
- 2005년 SBS 주말극장 《그 여름의 태풍》
- 2005년 MBC 아침드라마 《자매바다》
- 2005년 SBS 주말극장 《하늘이시여》
- 2006년 SBS 주말특별기획드라마 《사랑과 야망》
- 2006년 MBC 아침드라마 《있을 때 잘해》
- 2006년 SBS 아침연속극 《맨발의 사랑》
- 2006년 MBC 일일시트콤 《거침없이 하이킥》
- 2007년 KBS1 일일연속극 《하늘만큼 땅만큼》
- 2007년 SBS 주말극장 《황금신부》
- 2007년 KBS1 일일연속극 《미우나 고우나》
- 2007년 KBS2 수목드라마 《인순이는 예쁘다》
- 2008년 SBS 일일드라마 《아내의 유혹》
- 2010년 KBS1 일일연속극 《웃어라 동해야》
- 2011년 SBS 주말극장 《내사랑 내곁에》 - 여주댁 역
- 2013년 MBC 주말특별기획 《백년의 유산》 - 식당 직원 역
- 2013년 MBC 수목드라마 《메디컬 탑팀》 - 파란병원 간호사 역
- 2013년 SBS 수목드라마 《별에서 온 그대》 - 아역배우 자녀를 둔 엄마 역
- 2014년 MBC 주말연속극 《왔다! 장보리》 - 포장마차 주인 역
- 2016년 MBC 일일특별기획 《황금주머니》- 사귀정 채권자 역

## 영화
- 2001년 이것이 법이다
- 2002년 긴급조치 19호
- 2003년 연애소설
- 2004년 발레 교습소
- 2005년 간 큰 가족
- 2006년 한반도
- 2008년 신기전

## 앨범
- 2015년 착각은 노

## 광고
- 삼진제약 게보린
- 크라운제과 크라운콘칩
- 웅진출판 웅진씽크빅